# Avec de l'eau partout
Avec de l'eau partout (titre original : The Watery Place) est une nouvelle de science-fiction d'Isaac Asimov, parue pour la première fois en octobre 1956. On la trouve en français dans le recueil Espace vital.

## Publications
La nouvelle est parue aux États-Unis en octobre 1956 dans Galaxy Science Fiction.
Elle parait en France dans le recueil Espace vital en 1972.

## Résumé
L'histoire est contée du point de vue de l'adjoint du shérif.
En ce soir du 14 avril 1956, le shérif Bart Cameron, en poste à Twin Gulch, Idaho, est d'une humeur noire, comme chaque année au moment de sa déclaration d'impôts. Entrent deux extraterrestres, sous l'aspect d'humains en complet, qui disent venir de "Vénus, cet endroit avec de l'eau partout", afin d'offrir à la Terre de rejoindre les peuples des étoiles.
Or Cameron ne comprend rien, interprète tout en termes terriens, et rembarre les visiteurs sans ménagement en arguant que les États-Unis n'ont nul besoin d'eux. Les Vénusiens étonnés prennent note ce qu'ils croient être un désir de solitude : la Terre sera désormais enclose dans une barrière hermétique, à tout jamais.
Les visiteurs partis, le narrateur jusque-là stupéfié demande au shérif pourquoi il vient d'anéantir l'avenir de l'humanité. Cameron décidément bien lent, réalise vaguement sa bévue et déclare que, pour lui, ces étrangers bien habillés venant d'un « endroit avec de l'eau partout », ne pouvaient qu'être... des Italiens originaires de Venise.

## À propos de Vénus
Comme dans Jim Spark et la Cité sous la mer (Lucky Starr and the Oceans of Venus, 1954), Isaac Asimov s'appuie sur des données qui laissent à croire que Vénus est un monde aqueux. On a depuis découvert que ses nuages ne sont pas composés d'eau.